# Canina Nera
Canina Nera ist eine Rotweinsorte, die in den italienischen Regionen Emilia-Romagna  und Toskana kultiviert wird. Obwohl ihr Anbau in der Metropolitanstadt Bologna und den Provinzen Forlì-Cesena, Ravenna, Pisa und Pistoia empfohlen wird, lag die bestockte Rebfläche in den 1990er Jahren bei mäßigen 307 Hektar, da der Anbau der Sorte Sangiovese zuträglicher ist. Kleinere Anpflanzungen sind auch in Argentinien und Frankreich bekannt.
Die Rebsorte ist gemäß den Ampelographen Nino Breviglieri und Enrico Casini ähnlich der Sorte Canaiolo nero, jedoch nicht identisch.

## Synonyme
Die Rebsorte Canina Nera ist auch unter den Namen Cagnina, Canena, Canina, Canina Grossa, Canina dal Raspo, Canina di Forli, Canina di Ravenna, Canina Picola Lunga, Canino toscano, Cannina und Uva Canina bekannt.

## Ampelographische Sortenmerkmale
In der Ampelographie wird der Habitus folgendermaßen beschrieben:
- Die Triebspitze ist offen. Sie ist stark weißwollig behaart und die Spitzen sind karminrot gefärbt. Die bronzefarbenen Jungblätter sind nur weißwollig behaart.
- Die mittelgroßen Blätter sind fünflappig und tief gebuchtet. Die Stielbucht ist U -förmig offen. Das Blatt ist spitz gesägt. Die Zähne sind im Vergleich der Rebsorten ausgesprochen tief eingeschnitten. Die Blattoberfläche (auch Spreite genannt) ist blasig derb.
- Die konus- bis walzenförmige Traube ist mittelgroß und dichtbeerig. Die rundlichen Beeren sind mittelgroß und von rötlich-blauer Farbe. Die Beerenschale ist knackig fest. Der Saft der beere ist leicht roséfarben.

Die Rebsorte reift ca. 30 Tage nach dem Gutedel und gilt somit im internationalen Vergleich als spät reifend. In der Nähe von Florenz kann die Sorte Anfang Oktober geerntet werden.